# 2025年宜力巴士事故
2025年6月9日，一辆长途巴士于凌晨1时，从登嘉楼日底返回霹雳丹绒马林的途中，在东西大道第53公里处（宜力蒂蒂旺沙休息站及万丁湖附近），撞上前方一辆第二国产车Perodua Alza多功能休旅车。 当时巴士上共载有42名苏丹依德利斯教育大学学生、1名司机和1名副司机；多功能休旅车内载有4人。巴士翻车后被路边护栏锌板穿透车身，导致车上15名大学生丧命，另有27人受伤。死者中有13人当场死亡，2人送院不治身亡。休旅车内则有1人手臂骨折，3人轻伤。

## 后续
工程部长拿督斯里亚历山大指出，事故地点的道路护栏完全符合国际安全标准。他在记者会上也说，若涉事路段没有安装道路护栏，车辆可能失控冲出路面坠入深谷，事故造成的冲击可能会更加严重。
霹雳州总警长拿督诺希山证实，肇祸司机将于5月13日被控上庭。肇事巴士司机阿米鲁被控抵触1987年陆路交通法令第 41（1）条文（鲁莽或危险驾驶导致他人死亡），以及第42（1）条文（鲁莽及危险驾驶）。该名司机共面对16项控状，但他皆不认罪。
妇女、家庭及社会发展部副部长拿督斯里诺莱妮，于星期三在怡保苏丹拜润医院探访治疗中的两名学生。探访后她在记者会上表明，其中一名伤者表示其朋友曾申诉司机驾驶过快，记得出事前她的朋友多次叫司机放慢车速，但对方仍继续高速行驶。